# Tasmanoniscus evansi
Tasmanoniscus evansi là một loài chân đều trong họ Oniscidae. Loài này được Vandel miêu tả khoa học năm 1973.